# Élections sénatoriales de 2011 en Moselle
Les élections sénatoriales en Moselle ont lieu le dimanche 25 septembre 2011. Elles ont pour but d'élire les sénateurs représentant le département au Sénat pour un mandat de six années.

## Contexte départemental
Lors des élections sénatoriales de 2001 en Moselle, cinq sénateurs ont été élus selon un mode de scrutin proportionnel : deux RPR et trois PS.
Depuis, tous les effectifs du collège électoral des grands électeurs ont été renouvelés, avec les élections législatives françaises de 2007, les élections régionales françaises de 2010, les élections cantonales de 2008 et 2011 et les élections municipales françaises de 2008.

## Sénateurs sortants
| Sénateur | Sénateur             | Parti | Fonctions lors de l'élection en 2001                |
| -------- | -------------------- | ----- | --------------------------------------------------- |
|          | Gisèle Printz        | PS    | Sénatrice sortante                                  |
|          | Jean-Marc Todeschini | PS    | Conseiller régional                                 |
|          | Jean-Pierre Masseret | PS    | Ministre, ancien sénateur                           |
|          | Philippe Leroy       | UMP   | Président du conseil général                        |
|          | Jean Louis Masson    | DVD   | Conseiller général, conseiller municipal de Nouilly |

## Présentation des listes et des candidats
Les nouveaux représentants sont élus pour une législature de 6 ans au suffrage universel indirect par les 2833 grands électeurs du département. En Moselle, les sénateurs sont élus au scrutin proportionnel plurinominal. Leur nombre reste inchangé, 5 sénateurs sont à élire et 7 candidats doivent être présentés sur la liste pour qu'elle soit validée. Chaque liste de candidats est obligatoirement paritaire et alterne entre les hommes et les femmes. 6 listes ont été déposées dans le département. Elles sont présentées ici dans l'ordre de leur dépôt à la préfecture et comportent l'intitulé figurant aux dossiers de candidature.

### Divers droite
| N° | Candidats | Candidats            | Parti | Mandats                                                               |
| -- | --------- | -------------------- | ----- | --------------------------------------------------------------------- |
| 01 |           | Jean Louis Masson    | DVD   | Sénateur sortant, conseiller général, conseiller municipal de Nouilly |
| 02 |           | Jacqueline Jacquemin | DVD   | Adjointe au maire de Creutzwald                                       |
| 03 |           | Michel Paquet        | DVD   | Conseiller général, maire de Zoufftgen                                |
| 04 |           | Christine Herzog     | DVD   | Maire de Hertzing                                                     |
| 05 |           | Paul Dellinger       | DVD   | Maire de Schorbach                                                    |
| 06 |           | Isabelle Wollbrett   | DVD   | Adjointe au maire de Château-Bréhain                                  |
| 07 |           | Jean-Paul Schall     | DVD   | Maire d'Altrippe                                                      |

### Parti socialiste-Parti communiste
| N° | Candidats | Candidats            | Parti | Mandats                                                         |
| -- | --------- | -------------------- | ----- | --------------------------------------------------------------- |
| 01 |           | Jean-Marc Todeschini | PS    | Sénateur sortant, adjoint au maire de Talange                   |
| 02 |           | Gisèle Printz        | PS    | Sénatrice sortante, conseillère municipale de Serémange-Erzange |
| 03 |           | Jean-Pierre Masseret | PS    | Sénateur sortant, président du conseil régional                 |
| 04 |           | Paola Zanetti        | PS    | Conseillère régionale, conseillère municipale de Créhange       |
| 05 |           | Patrick Abate        | PCF   | Conseiller régional, maire de Talange                           |
| 06 |           | Angèle Dufflo        | PS    | Conseillère régionale, adjointe au maire de Gros-Réderching     |
| 07 |           | Laurent Kalinowski   | PS    | Conseiller général, maire de Forbach                            |

### Front national
| N° | Candidats | Candidats                 | Parti | Mandats                             |
| -- | --------- | ------------------------- | ----- | ----------------------------------- |
| 01 |           | Thierry Gourlot           | FN    | Conseiller régional                 |
| 02 |           | Nathalie Pigeot           | FN    | Conseillère régionale               |
| 03 |           | Éric Vilain               | FN    | Conseiller régional                 |
| 04 |           | Françoise Grolet (simple) | FN    | Conseillère municipale de Metz      |
| 05 |           | Hervé Hocquet             | FN    | Conseiller municipal de Saint-Avold |
| 06 |           | Delphine Haffner          | FN    |                                     |
| 07 |           | Fabien Engelmann          | FN    |                                     |

### Europe Écologie Les Verts
| N° | Candidats | Candidats               | Parti | Mandats                                                 |
| -- | --------- | ----------------------- | ----- | ------------------------------------------------------- |
| 01 |           | Marie-Anne Isler-Béguin | EELV  | Ancienne députée européenne                             |
| 02 |           | René Darbois            | EELV  | Adjoint au maire de Metz                                |
| 03 |           | Eliane Romani           | EELV  | Adjointe au maire de Thionville                         |
| 04 |           | Jean-Paul Kwiatkowski   | PRG   |                                                         |
| 05 |           | Christine Kant          | EELV  | Conseillère régionale                                   |
| 06 |           | Daniel Beguin           | EELV  | Conseiller régional, conseiller municipal de Fénétrange |
| 07 |           | Josiane Madelaine       | EELV  | Conseillère régionale                                   |

### Union pour un mouvement populaire
| N° | Candidats | Candidats             | Parti | Mandats                              |
| -- | --------- | --------------------- | ----- | ------------------------------------ |
| 01 |           | Philippe Leroy        | UMP   | Sénateur sortant, conseiller général |
| 02 |           | Sonya Fraiboeuf       | UMP   | Maire de Woustviller                 |
| 03 |           | Patrick Weiten        | UMP   | Président du conseil général         |
| 04 |           | Solange Davasse-Marek | UMP   |                                      |
| 05 |           | François Henrion      | UMP   | Maire d'Augny                        |
| 06 |           | Mireille Cinqualbre   | UMP   | Adjointe au maire de Stiring-Wendel  |
| 07 |           | Joseph Weber          | UMP   | Maire de Dabo                        |

| N° | Candidats | Candidats                | Parti | Mandats                                     |
| -- | --------- | ------------------------ | ----- | ------------------------------------------- |
| 01 |           | François Grosdidier      | UMP   | Député, conseiller général, maire de Woippy |
| 02 |           | Christine Ferrari        | UMP   | Adjointe du maire de Clouange               |
| 03 |           | Jean-Claude Hehn         | UMP   | Maire d'Alsting                             |
| 04 |           | Martine Peltre           | UMP   | Maire d'Assenoncourt                        |
| 05 |           | Gaëtan Benimeddourene    | UMP   | Maire de Château-Salins                     |
| 06 |           | Jacqueline Schoeser-Kopp | UMP   | Conseillère municipale de Saint-Avold       |
| 07 |           | Jean Grosse              | UMP   | Maire de Saint-Jean-Kourtzerode             |

## Résultats
| Tête de liste  | Tête de liste           | Liste          | Voix  | %      | Élus |
| -------------- | ----------------------- | -------------- | ----- | ------ | ---- |
|                | Jean-Marc Todeschini    | PS-PCF         | 1 076 | 38,69  | 2    |
|                | Jean-Louis Masson       | DVD            | 561   | 20,17  | 1    |
|                | Philippe Leroy          | UMP            | 507   | 18,23  | 1    |
|                | François Grosdidier     | UMP            | 411   | 14,78  | 1    |
|                | Marie-Anne Isler-Béguin | EELV-PRG       | 139   | 5,00   |      |
|                | Thierry Gourlot         | FN             | 87    | 3,13   |      |
|                |                         |                |       |        |      |
| Inscrits       | Inscrits                | Inscrits       | 2 833 | 100,00 |      |
| Abstentions    | Abstentions             | Abstentions    | 21    | 0,74   |      |
| Votants        | Votants                 | Votants        | 2 812 | 99,26  |      |
| Blancs et nuls | Blancs et nuls          | Blancs et nuls | 31    | 1,09   |      |
| Exprimés       | Exprimés                | Exprimés       | 2 781 | 98,16  |      |

### Sénateurs élus
| Sénateur | Sénateur             | Parti |
| -------- | -------------------- | ----- |
|          | Jean-Marc Todeschini | PS    |
|          | Gisèle Printz        | PS    |
|          | Philippe Leroy       | UMP   |
|          | François Grosdidier  | UMP   |
|          | Jean Louis Masson    | DVD   |